# Holmenkollen-Medaille
Die Holmenkollen-Medaille ist die höchste norwegische Auszeichnung im Skisport. Sie wird seit 1895 an Sportler vergeben, die bei internationalen Wettbewerben (insbesondere jenen am Holmenkollen in Oslo) herausragende Leistungen erbracht haben.
In den meisten Fällen werden damit nordische Skisportler geehrt (Skilanglauf, Skisprung, Nordische Kombination, seit 2011 auch Biathlon). Da am Holmenkollen nur sehr selten alpine Skirennen veranstaltet werden, haben nur sieben Alpinskiläufer eine Medaille erhalten. Ebenfalls geehrt wurden bisher vier Mitglieder des norwegischen Königshauses.
Die meisten Geehrten stammen aus Norwegen (123). Ebenfalls eine Medaille erhalten haben Athleten aus Finnland (17), Deutschland (12, davon 3 aus der DDR), Schweden (10),  Russland (8, davon 3 aus der UdSSR), Österreich (6), Japan (4), Schweiz (3), Italien (2), Polen (2), Frankreich (2), Kasachstan (1), Estland (1), Belarus (1). Jeder Athlet kann die Medaille nur einmal erhalten, bisher waren dies 135 Männer und 26 Frauen.

## Preisträger
| Jahr | Preisträger                                                          | Land                                              |
| ---- | -------------------------------------------------------------------- | ------------------------------------------------- |
| 1895 | Viktor Thorn                                                         | Norwegen                                          |
| 1897 | Asbjørn Nilssen                                                      | Norwegen                                          |
| 1899 | Paul Braaten Robert Pehrson                                          | Norwegen                                          |
| 1901 | Aksel Refstad                                                        | Norwegen                                          |
| 1903 | Karl Hovelsen                                                        | Norwegen                                          |
| 1904 | Harald Smith                                                         | Norwegen                                          |
| 1905 | Jonas Holmen                                                         | Norwegen                                          |
| 1907 | Per Bakken                                                           | Norwegen                                          |
| 1908 | Einar Kristiansen                                                    | Norwegen                                          |
| 1909 | Thorvald Hansen                                                      | Norwegen                                          |
| 1910 | Lauritz Bergendahl                                                   | Norwegen                                          |
| 1911 | Otto Tangen Knut Holst                                               | Norwegen                                          |
| 1912 | Olav Bjaaland                                                        | Norwegen                                          |
| 1914 | Johan Kristoffersen                                                  | Norwegen                                          |
| 1915 | Sverre Østbye                                                        | Norwegen                                          |
| 1916 | Lars Høgvold                                                         | Norwegen                                          |
| 1918 | Hans Horn Jørgen Hansen                                              | Norwegen                                          |
| 1919 | Thorleif Haug Otto Aasen                                             | Norwegen                                          |
| 1923 | Thoralf Strømstad                                                    | Norwegen                                          |
| 1924 | Harald Økern Johan Grøttumsbråten                                    | Norwegen                                          |
| 1925 | Einar Landvik                                                        | Norwegen                                          |
| 1926 | Jacob Tullin Thams                                                   | Norwegen                                          |
| 1927 | Hagbart Haakonsen Einar Lindboe                                      | Norwegen                                          |
| 1928 | Torjus Hemmestveit Mikkjel Hemmestveit                               | Norwegen                                          |
| 1931 | Hans Vinjarengen Ole Stenen                                          | Norwegen                                          |
| 1934 | Oddbjørn Hagen                                                       | Norwegen                                          |
| 1935 | Arne Rustadstuen                                                     | Norwegen                                          |
| 1937 | Olaf Hoffsbakken Birger Ruud Martin P. Vangsli                       | Norwegen                                          |
| 1938 | Reidar Andersen Johan R. Henriksen                                   | Norwegen                                          |
| 1939 | Sven Selånger Lars Bergendahl Trygve Brodahl                         | Schweden Norwegen                                 |
| 1940 | Oscar Gjøslien Annar Ryen                                            | Norwegen                                          |
| 1947 | Elling Rønes                                                         | Norwegen                                          |
| 1948 | Asbjørn Ruud                                                         | Norwegen                                          |
| 1949 | Sigmund Ruud                                                         | Norwegen                                          |
| 1950 | Olav Økern                                                           | Norwegen                                          |
| 1951 | Simon Slåttvik                                                       | Norwegen                                          |
| 1952 | Stein Eriksen Torbjørn Falkanger Heikki Hasu Nils Karlsson           | Norwegen Finnland Schweden                        |
| 1953 | Magnar Estenstad                                                     | Norwegen                                          |
| 1954 | Martin Stokken                                                       | Norwegen                                          |
| 1955 | König Håkon VII. Hallgeir Brenden Veikko Hakulinen Sverre Stenersen  | Norwegen Finnland Norwegen                        |
| 1956 | Borghild Niskin Arnfinn Bergmann Arne Hoel                           | Norwegen                                          |
| 1957 | Eero Kolehmainen                                                     | Finnland                                          |
| 1958 | Inger Bjørnbakken Håkon Brusveen                                     | Norwegen                                          |
| 1959 | Gunder Gundersen                                                     | Norwegen                                          |
| 1960 | Helmut Recknagel Sixten Jernberg Sverre Stensheim Tormod Knutsen     | Deutsche Demokratische Republik Schweden Norwegen |
| 1961 | Harald Grønningen                                                    | Norwegen                                          |
| 1962 | Toralf Engan                                                         | Norwegen                                          |
| 1963 | Alewtina Koltschina Pawel Koltschin Astrid Sandvik Torbjørn Yggeseth | Sowjetunion Norwegen                              |
| 1964 | Veikko Kankkonen Eero Mäntyranta Georg Thoma Halvor Næs              | Finnland BR Deutschland Norwegen                  |
| 1965 | Arto Tiainen Bengt Eriksson Arne Larsen                              | Finnland Schweden Norwegen                        |
| 1967 | Toini Gustafsson Ole Ellefsæter                                      | Schweden Norwegen                                 |
| 1968 | König Olav V. Assar Rönnlund Gjermund Eggen Bjørn Wirkola            | Norwegen Schweden Norwegen                        |
| 1969 | Odd Martinsen                                                        | Norwegen                                          |
| 1970 | Pål Tyldum                                                           | Norwegen                                          |
| 1971 | Marjatta Kajosmaa Berit Mørdre Reidar Hjermstad                      | Finnland Norwegen                                 |
| 1972 | Rauno Miettinen Magne Myrmo                                          | Finnland Norwegen                                 |

| Jahr | Preisträger                                                                | Land                                     |
| ---- | -------------------------------------------------------------------------- | ---------------------------------------- |
| 1973 | Einar Bergsland Ingolf Mork Franz Keller                                   | Norwegen BR Deutschland                  |
| 1974 | Juha Mieto                                                                 | Finnland                                 |
| 1975 | Gerhard Grimmer Oddvar Brå Ivar Formo                                      | Deutsche Demokratische Republik Norwegen |
| 1976 | Ulrich Wehling                                                             | Deutsche Demokratische Republik          |
| 1977 | Helena Takalo Hilkka Riihivuori Walter Steiner                             | Finnland Schweiz                         |
| 1979 | Ingemar Stenmark Erik Håker Raissa Smetanina                               | Schweden Norwegen Sowjetunion            |
| 1980 | Thomas Wassberg                                                            | Schweden                                 |
| 1981 | Johan Sætre                                                                | Norwegen                                 |
| 1983 | Berit Aunli Tom Sandberg                                                   | Norwegen                                 |
| 1984 | Lars Erik Eriksen Jacob Vaage Armin Kogler                                 | Norwegen Österreich                      |
| 1985 | Anette Bøe Per Bergerud Gunde Svan                                         | Norwegen Schweden                        |
| 1986 | Brit Pettersen                                                             | Norwegen                                 |
| 1987 | Matti Nykänen Hermann Weinbuch                                             | Finnland BR Deutschland                  |
| 1989 | Marja-Liisa Kirvesniemi                                                    | Finnland                                 |
| 1991 | Vegard Ulvang Trond Einar Elden Ernst Vettori Jens Weißflog                | Norwegen Österreich Deutschland          |
| 1992 | Jelena Välbe                                                               | Russland                                 |
| 1993 | Emil Kvanlid                                                               | Norwegen                                 |
| 1994 | Ljubow Jegorowa Wladimir Smirnow Espen Bredesen                            | Russland Kasachstan Norwegen             |
| 1995 | Kenji Ogiwara                                                              | Japan                                    |
| 1996 | Manuela Di Centa                                                           | Italien                                  |
| 1997 | Bjarte Engen Vik Stefania Belmondo Bjørn Dæhlie                            | Norwegen Italien Norwegen                |
| 1998 | Fred Børre Lundberg Larissa Lasutina Alexei Prokurorow Harri Kirvesniemi   | Norwegen Russland Finnland               |
| 1999 | Kazuyoshi Funaki                                                           | Japan                                    |
| 2001 | Adam Małysz Bente Skari Thomas Alsgaard                                    | Polen Norwegen                           |
| 2003 | Felix Gottwald Ronny Ackermann                                             | Österreich Deutschland                   |
| 2004 | Julija Tschepalowa                                                         | Russland                                 |
| 2005 | Andrus Veerpalu                                                            | Estland                                  |
| 2007 | Frode Estil Odd-Bjørn Hjelmeset Simon Ammann König Harald V. Königin Sonja | Norwegen Schweiz Norwegen                |
| 2010 | Marit Bjørgen                                                              | Norwegen                                 |
| 2011 | Ole Einar Bjørndalen Andrea Henkel Michael Greis Janne Ahonen              | Norwegen Deutschland Finnland            |
| 2012 | Magdalena Neuner Emil Hegle Svendsen                                       | Deutschland Norwegen                     |
| 2013 | Tora Berger Martin Fourcade Therese Johaug Gregor Schlierenzauer           | Norwegen Frankreich Norwegen Österreich  |
| 2014 | Magnus Moan Eric Frenzel Thomas Morgenstern Darja Domratschawa             | Norwegen Deutschland Österreich Belarus  |
| 2015 | Anette Sagen Eldar Rønning Anders Bardal Kamil Stoch                       | Norwegen Polen                           |
| 2016 | Noriaki Kasai Tarjei Bø                                                    | Japan Norwegen                           |
| 2017 | Marie Dorin-Habert Sara Takanashi                                          | Frankreich Japan                         |
| 2018 | Kaisa Mäkäräinen Astrid von Norwegen Charlotte Kalla Hannu Manninen        | Finnland Norwegen Schweden Finnland      |
| 2021 | Maren Lundby Johannes Thingnes Bø Dario Cologna Johannes Rydzek            | Norwegen Schweiz Deutschland             |
| 2022 | Tiril Eckhoff Marte Olsbu Røiseland Johannes Høsflot Klæbo Jørgen Graabak  | Norwegen                                 |
| 2023 | Maiken Caspersen Falla Stefan Kraft                                        | Norwegen Österreich                      |
| 2024 | Simen Hegstad Krüger Jessie Diggins Jarl Magnus Riiber                     | Norwegen Vereinigte Staaten Norwegen     |

| Jahr | Preisträger                                                                   | Land                                        |
| ---- | ----------------------------------------------------------------------------- | ------------------------------------------- |
| 2025 | Iivo Niskanen Peter Prevc Akito Watabe Dorothea Wierer Quentin Fillon Maillet | Finnland Slowenien Japan Italien Frankreich |